# Shigetaka Kurita
Shigetaka Kurita (japonês: 栗田穣崇) (Gifu, 9 de maio de 1972) é um designer japonês.  É conhecido por ser um dos principais criadores do emoji. Recentemente vem sendo citado como o criador dos emojis. Ele fez parte da equipe que criou um dos primeiros emojis usados exclusivamente para comunicação, um pictograma em forma de coração que apareceu em um software NTT DoCoMo destinado a adolescentes.
Esse desenvolvimento e as consequências de seu uso levaram Kurita a projetar um conjunto de 176 emojis coloridos. Muitos dos emojis de uso geral usados hoje pelo Unicode fizeram parte do conjunto de Kurita. Atualmente ele trabalha na Dwango Co. Ltd., uma empresa japonesa de jogos de propriedade da Kadokawa Dwango Corporation.
O conjunto de emojis NTT DoCoMo que ele criou está agora em exibição no Museu de Arte Moderna (MoMA) em Nova York.

## Criação de emojis
Embora os emojis existissem antes da década de 1990, eles eram frequentemente definidos como pictogramas na Ásia. O termo emoji é de origem japonesa, sendo o termo adotado apenas no ocidente a partir de 2010. O próprio Japão também demorou para adotar o termo emoji por vários anos. Apenas quando as empresas de telecomunicações começaram a experimentar o uso de imagens gráficas ou pictogramas em instalações de mensagens que o conceito de emoji se tornou uma ideia de trabalho.
Uma das primeiras empresas de telecomunicações que testou o conceito de usar pictogramas em instalações de mensagens foi a NTT DoCoMo. Na década de 1990, a NTT DoCoMo lançou um software voltado para adolescentes. O software foi o primeiro do tipo a incluir a opção de enviar um pictograma como parte do texto, tinha apenas um único pictograma em suas opções, que era um pictograma em forma de coração.
Acredita-se que esta seja a primeira exposição de Kurita ao uso de símbolos digitais em forma de texto. O programa recebeu ótimas críticas na Ásia, o que levou outras empresas da região a considerar o uso de pictogramas na lista de caracteres de texto. A NTT DoCoMo então lançou outro software destinado a empresários, mas desta vez retirou o pictograma do coração dos personagens do software. Após seu lançamento, houve um clamor dos usuários de que o pictograma não estava mais disponível e muitos clientes mudaram para outros provedores que agora incluíam um pictograma de coração em sua marcação. Isso levou a NTT DoCoMo a reverter sua decisão e incluir o pictograma do coração.
Em entrevista ao jornal britânico The Guardian, Kurita disse que essa experiência deixou ele e outros na NTT DoCoMo sabendo que os símbolos tinham que fazer parte de futuros serviços de mensagens de texto.

### Desenvolvimento
Kurita começou a projetar um conjunto de emojis que poderia ser usado junto com o emoji de coração NTT DoCoMo. Ele projetou um conjunto de 176 pictogramas usando uma grade de 12x12 pixels que acabou iniciando uma tendência global no uso de pictogramas para comunicar ideias por meio de mensagens de texto. O conjunto de pictogramas ficou conhecido como o primeiro conjunto de emojis, pois é a primeira vez que a palavra foi gravada e pensada para ser usada para pictogramas. Emoji significa simplesmente “pictograma” ou “ícone” em japonês.
Para fazer o conjunto de emojis, Kurita se inspirou no mangá japonês, onde os personagens são frequentemente desenhados com representações simbólicas chamadas de 'manpu' (como uma gota de água em um rosto representando nervosismo ou confusão), bem como em pictogramas meteorológicos,caracteres chineses e placas de rua.
Uma das mudanças mais notáveis em outras empresas de telecomunicações que começaram a experimentar emojis foi o uso e a diversidade de cores no conjunto. Além de números e formas básicas, a maioria do conjunto de 176 emojis continha cores. O famoso coração DTT DoCoMo permaneceu como parte do conjunto e era vermelho. Emojis de uso geral, como esportes, ações e clima, podem ser facilmente rastreados até o conjunto de emojis de Kurita. A ausência notável do conjunto foi o uso de pictogramas que demonstravam emoção. Os emojis de rosto amarelo comumente usados hoje evoluíram de outros conjuntos de emoticons e não podem ser rastreados até o trabalho de Kurita.
O Museu de Arte Moderna recentemente adicionou o conjunto original de emojis à sua coleção e está atualmente em exibição no museu da cidade de Nova York.